# 벨라 스완

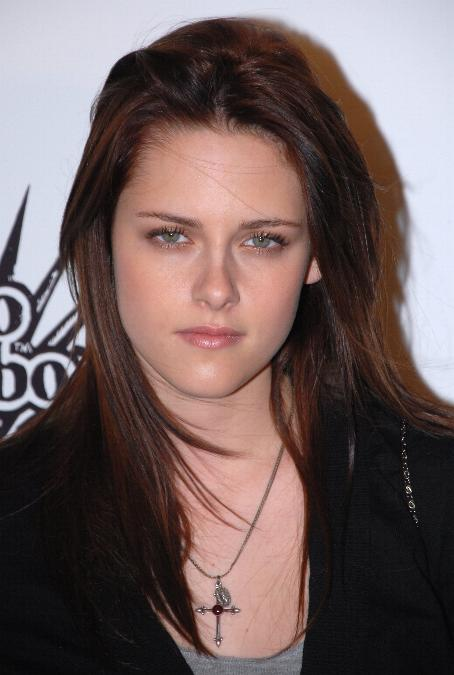

벨라 스완(Bella Swan)은 스테프니 메이어 작가의 소설 트와일라잇 시리즈의 여주인공이다.
이름: 이사벨라 마리 스완(isabell marrie swan)

다른이름: 벨라 스완(bella swab
n),벨라 컬렌(Bella cullen) 

생일:9월13일 

태어난 년도:1987년 

배우자: 에드워드 컬렌 edward cullen

가족: 찰리 스완(부) 르네 드와이어(모) 필 드와이어 (새아빠)

자녀: 르네즈미 컬렌(딸)

종족: 18세까지인간→뱀파이어

배우: 크리스틴 스튜어트

목소리: 크리스틴 스튜어트

학력: 고졸

국적: 미국 

태어난곳: 미국 포크스주

베스트 프렌드: 제이콥 블랙

첫등장: 트와일라잇

능력: 실드:상대방의 능력을 무효화시킨다.

## 이름
본명은 이사벨라 마리 스완(Isabella Marie Swan)이며, 에드워드 컬렌과 결혼한 후 벨라 마리 컬렌(Bella Marie Cullen)으로 개명했다. 이사벨라라는 본명이 존재하긴 하지만 주로 주변사람들은 벨라라고 부른다. 그 이유는 벨라가 자신의 애칭인 벨라로 불리길 좋아하기 때문. 그 후 4권 브레이킹 던에서 에드워드 컬렌과 결혼해 이름을 벨라 마리 컬렌으로 개명했다. 따라서 4권 기준으로 벨라 마리 컬렌이 되었다.

## 생애

### 에드워드를 만나기 전의 생애
벨라는 1987년 9월13일에 태어났다. 그녀가 태어난 곳은 워싱턴 주의 <올림픽 페닌술라 포크스>라는 작은 시골 소도시이다. 그녀의 어머니는 르네(Renee), 아버지는 찰리 스완(Charlie Swan)이다. 벨라의 부모님은 고등학생때 사랑에 빠졌고 굉장히 열정적이었다. 결국 둘은 몰래 도망을 쳐 결혼을 하고 1년후 벨라를 낳게 된다. 하지만 르네는 찰리의 도시인 포크스의 어두침침한 날씨를 싫어해 결국 벨라를 데리고 피닉스란 대도시로 도망을 친다. (나중에 그들은 정식으로 이혼을 한다) 하지만 찰리는 르네를 그리워한다. 르네는 작은 유치원에서 선생노릇을 하며 벨라를 키운다. 벨라는 학교를 가고 방학이 시작되자 주기적으로 1년에 한번씩 잠깐 찰리와 같이 지내게 된다. 하지만 벨라는 열네살이 된 이후로 그곳에 가기를 완강히 거부했고, 찰리는 2주동안 휴가를 내 벨라와 같이 지냈을 정도로 벨라는 포크스를 굉장히 싫어했다.
벨라가 17살이 되던 해, 르네는 필이라는 야구선수와 사랑에 빠져 재혼을 하게 된다. 결혼하고 나서 필은 야구선수 이기 때문에 출장을 자주 갔고, 르네는 처음에는 벨라와 같이 지냈지만, 필을 못 보게 된 것을 안타까워한다. 그러자 벨라는 자신 때문에 엄마가 불행해졌다고 생각하고, 자기는 포크스에 있는 아버지와 같이 지내기로 결심한다.

### 트와일라잇
벨라는 포크스 고등학교에 전학을 오게 된다. 사실 포크스는 고등학교조차도 400명을 좀 넘는 수치밖에 안될 정도로 매우 작은 시골 도시이다. 그리고 전학오는 학생도 매우 드문편이므로 선생님들 조차 그녀에 지대한 관심을 보였다.
벨라는 맨 처음 제시카 스탠리라는 소녀와 사귀게 된다. 또 에릭, 마이크라는 소년들과 이야기를 나누게 된다.
점심시간에 제시카와 얘기를 나누다가 문득 컬렌 가 아이들을 보게 되고, 그들의 빼어난 외모와 백색증 환자 뺨치는 하얀색 피부를 보고 놀란다. 어쨌거나 참 기이한 가족들이라고 생각한 벨라는, 마지막 시간인 생물 시간에 에드워드 컬렌의 짝으로 앉게 된다. 하지만 수업이 시작되고, 갑자기 벨라는 옆에서 에드워드가 풍기는 살의를 느끼고 매우 놀란다. 당시 에드워드는 자신에게 악취가 풍긴다는 듯한 표정을 짓는 것을 보고, 벨라는 자신의 향기를 맡아보지만 아무것도 느끼지 못한다. 수업 종이 울리자 에드워드는 순식간에 자리를 빠져나가버리고, 벨라는 더 어이없어한다. 그리고 싸인을 받으러 교무실로 갔을 때 벨라는 에드워드가 수업시간표를 바꾸려고 한 사실을 알게 되고, 그것이 자신때문이라고 생각, 속상한 기분을 느낀다.
집에가서 찰리의 저녁식사를 차려준 후, 얘기를 하던 도중 벨라는 컬렌 가 아이들을 아시냐고 찰리에게 물어본다. 찰리는 컬렌 박사는 매우 실력있는 외과의사라고 하고, 그집 아이들은 문제를 일으킨적이 한번도 없다는 발언을 한다.
벨라가 전학 온지 일주일이 지난 후, 에드워드가 다시 학교로 돌아온다. 다시 생물 시간이 되었을 때, 벨라는 갑자기 친절하게 변한 에드워드의 모습을 보고 놀란다. 에드워드는 벨라에게 그녀에 대한 이것저것을 물어보고, 그녀의 입장을 공감해 준다. 그러다가 문득 벨라는 에드워드의 눈 색깔이 달라졌다는 것을 확인하고, 수업 종이 울리자 에드워드는 또다시 재빠르게 사라진다.
다음날 등굣길에 자신의 차에 기대어 있던 도중 갑자기 타일러 크로울리의 차가 자신을 향해 미끄러져 오는 것을 목격한다. 그 때 에드워드가 자신을 구해준다. 그러나 벨라는 에드워드에 대해 의심을 품는다. 에드워드는 옆에 있다가 자신을 끌어당겨 구해준것이라고 했는데, 벨라는 자신의 옆에 아무도 없었다는 것을 알고 있었고, 또 타일러의 차에는 에드워드의 어깨선이 그대로 남아있었기 때문이다. 하지만 에드워드는 말도 안된다면서 오히려 교묘하게 빠져나간다.
그러나 차 사고 이후로 에드워드는 계속 벨라를 피한다. 시간은 계속 흘러가고, 봄댄스 파티가 임박한다. 벨라는 여러 남학생들에게 초대를 받지만, 자신은 그 날 시애틀을 갈 거라고 거절한다.
바로 그 때, 에드워드가 벨라에게 다시 말을 건다. 벨라를 좋아하는 마음을 버리지 못한 에드워드가 다시 벨라와 어울릴려고 한 것. 에드워드는 그녀에게 시애틀에게 자신이 데려가 주겠다는 약속을 하고, 벨라는 허락했다.
벨라는 친구들과 주말에 포크스 주변에 있는 인디언 보호구역 라푸시에 가게 된다. 거기서 찰리의 친한 친구인 빌리 블랙의 아들인 제이콥 블랙을 만난다. 서로 얘기를 하던 도중 로렌이 벨라를 화나게 하려고 '컬렌 가 애들은 왜 안왔을까?' 란 말을 한다. 그러자 거기에 있던 샘 울리라는 남성이 컬렌 집안 사람들은 이곳에 오지 않는 다고 말한다. 그러자 벨라는 그 말에 더 의미가 있을 거라고 샘 울리와 같이 왔던 제이콥 블랙을 유혹해 퀼렛 부족의 전설을 듣게 되는데, 충격적으로 그 이야기에서는 컬렌가가 냉혈족, 즉 흡혈귀(백인들은 뱀파이어로 부른다)라고 말한다.
집에 돌아온 벨라는 뱀파이어 에 대한 조사를 한다. 하지만 인터넷은 온갖 말이 안 되는 전설만 나올 뿐, 별 실적이 없다. 벨라는 고민을 하기 시작한다. 에드워드가 뱀파이어라니... 그렇다면 계속 그를 알고 지내는 것은 분명히 위험한 일이 될 지도 모른다. 하지만 이미 그를 사랑하고 있는 벨라. 결국 그녀는 상관 없다는 결론을 내린다. 에드워드가 괴물이든, 뭐든. 이미.. 자신은 그에 대한 마음을 저버릴 수 없다고.
제시카와 앤젤라와 함께 포트앤젤레스로 드레스를 고르는 것을 도와주러 가기로 한 벨라는 잠깐 밖으로 나갔다가 불량배들의 공격을 받게 되고, 그런 벨라를 에드워드가 구해준다. 서로 차안에서 얘기를 하다가, 에드워드는 자신이 뱀파이어라고 고백하고, 서로의 마음을 확인한다. 두사람은 급속도로 가까워지고, 벨라는 에드워드의 집에 초대해 같이 야구시합을 하게 된다. 그러던 도중 제임스, 빅토리아, 로렌트라는 뱀파이어들을 만나게 된다. 벨라의 향기에 반한 제임스는 벨라를 사냥하기 시작한다. 컬렌 가 사람들은 그들을 끝까지 추격해 제임스를 없앤다.

### 뉴 문
벨라는 앨리스 컬렌 이 꾸민 자신의 18살의 생일파티에 초대 받게 된다. 그러다 생일선물 포장을 벗기는 도중 손가락을 베게되고, 재스퍼 헤일이 그 피냄새를 맡고 벨라에게 덤벼드는 사건이 일어난다. 에드워드는 이 일로 자신과 자신의 가족은 벨라에게 위험한 존재라는 것을 확인하게 된다. 더 이상 벨라가 다치지 않길 바라는 마음에 에드워드는 벨라 곁을 떠난다. 에드워드가 떠난 몇달 동안 벨라는 좀비처럼 축 늘어져 지낸다. 그런 모습을 가슴아파한 아버지 찰리 스완 이 벨라를 르네가 있는 잭슨빌로 보내려 하자 벨라는 제시카와 같이 영화를 보기로 한다. 하지만 벨라는 영화에서 나오는 다정한 연인에 모습에 금방 극장을 나오고, 그러다가 동네 불량배들을 만나게 되는데, 여기서 아드레날린이 폭주하면 에드워드의 목소리가 들리게 된다는 사실을 알아챈다.
자신을 좀 더 위험으로 내몰기 위해 그녀는 중고 오토바이를 산다. 그녀는 누구에게 수리를 맡길까 궁리하던 도중, 제이콥이라는 친구가 자동차 조립을 할 줄안다는 이야기를 생각해 내 그에게 몰래 오토바이 수리를 맡긴다. 제이콥과 같이 수리를 하고, 어울리게 되면서 확실히 좀더 나아지는 기분을 느끼는 벨라. 마이크와 제이콥과 벨라는 같이 유혈극을 보게되고, 그 이후로 제이콥은 갑자기 더 이상 벨라와 어울리지 않는다. 갑자기 벨라는 덜컹 가슴이 내려앉는다.제이콥도 에드워드처럼 떠나버리는 게 아닐까 하고. 외로워진 벨라는 에드워드와 함께 놀러갔던 초원으로 간다. 거기를 해매던 도중, 사냥중이던 로렌트를 만나게 된다. 로렌트는 디날리 가에 갔었는데, 그들이 싫은 것은 아니었지만 속박이 너무 심해 다시 나왔다고 말했다. 나와서 그는 빅토리아를 만나게 된다. 빅토리아는 자신의 연인인 제임스를 죽인 에드워드에게 심한 원한을 품었다. 그래서 그녀는 그가 자신의 연인을 죽였듯이, 에드워드의 연인인 벨라를 죽이려고 잔혹한 복수극을 계획 중이라고 한다.
하지만 로렌트는 빅토리아 대신 자신이 벨라를 사냥하려고 한다. 바로 그 때, 아주 커다랗고 신비한 늑대5마리가 로렌트를 향해 달려든다. 로렌트는 겁에 질려서 달아나지만, 곧 잡혀 죽음을 맞이 한다.
벨라는 샘 울리라는 남자가 제이콥을 나쁜 모임에 끌어들인 것이 틀림없다고 생각하고, 제이콥을 만나러 가지만 제이콥은 벨라에게 가시돋친 말만 남기고 간다. 하지만 제이콥은 밤에 벨라의 집에 찾아와 자신의 정체를 알려 줄 수 있는 힌트를 주고 간다. 벨라는 그 과정에서 제이콥이 늑대인간이라는 사실을 알게 된다.
다시 제이콥과 어울리게 된 벨라는 에드워드의 환청을 듣기 위해 절벽 다이빙을 하려고 뛰어내린다. 익사 할 뻔 한 벨라는 제이콥의 도움으로 간신히 살아난다. 제이콥이 벨라를 벨라의 집으로 데려갔을 때 앨리스가 벨라의 집에 와 있었다.
앨리스는 벨라가 떨어지는 모습을 보았다고 한다. 그래서 곧바로 비행기를 타고 벨라가 있는 도시로 온 것이다. 하지만 그녀는 제이콥이 벨라를 구하는 모습은 보지 못했다. (제이콥이 늑대인간이기 때문) 그런데 에드워드가 이 소식을 알게된다. 로잘리 헤일이 에드워드 에게 앨리스가 본 장면을 알린 것이다. 에드워드는 찰리가 장례식에 갔다는 전화를 듣게되고, 그는 자살하러 볼투리 가에게 가기 위해 이탈리아로 향한다. 벨라는 그런 에드워드를 막기위해 그가 있는 곳으로 앨리스와 같이 가게 되고 마침내 애드워드를 구해 내는데 성공하지만 뱀파이어의 비밀을 알고있는 벨라를 헤치려하는 볼투리 가로부터 벨라를 자신들과 같은 불멸의 존재로 변신시키겠다는 약속을 한 뒤 모두 안전히 풀려난다.

### 이클립스
제이콥이 보낸 한 장의 편지. 편지에서 제이콥은 벨라에게 "이미 에드워드를 선택했으니 우린 함께할 수 없다"며 이별을 전한다. 벨라는 에드워드의 곁에서 행복을 느끼면서도, 가장 힘들었던 때 자신의 곁을 지켜준 제이콥에게 계속 마음이 쓰인다. 하지만 에드워드는 늑대인간들 곁에 있는 것이 위험하다는 이유로 벨라가 제이콥을 만나지 못하게 한다.
한편, 포크스와 인접한 도시 시애틀에서는 의문의 연쇄살인사건이 일어난다. 컬렌 가족은 이것이 신생 뱀파이어들의 소행이라는 결론을 내린다. 게다가 이 사건들은 벨라나 컬렌 일가와도 무관하지 않아 보인다. 그러던 중 벨라와의 만남을 피하던 제이콥이 갑자기 에드워드와 벨라를 찾아와, 뱀파이어 빅토리아가 다시 행동을 시작했다는 사실을 알려준다.
벨라는 빅토리아가 계속 자신을 죽이려고 하고있으니 빨리 자신도 뱀파이어로 변신해야 한다고 하지만, 컬렌 가족은 그리 신경쓰지 않는다. 어느 주, 컬렌 가족들은 사냥을 하려고 잠깐 어디로 떠난다. 벨라는 이틈을 타서 제이콥을 만나 이야기를 나눈다. 에드워드는 벨라가 라푸시에 갔다온 사실을 알고 굉장히 분노하고, 앨리스를 시켜 벨라를 자신의 집에 가둔다. 그래도 제이콥은 벨라가 학교에 온 틈을 타 재빨리 다시 라푸시로 데려가지만, 벨라가 곧 흡혈귀로 변할거라는 사실에 '그냥 죽어버려!'라는 말을 해버린다. 하지만 서로 곧 화해하고, 에드워드도 늑대인간에 대한 편견을 버리기로 한다.
집으로 돌아온 벨라는 자신이 입고, 만지고, 쓰던물건들이 사라졌다는 사실을 알아차린다. 그리고 동시에 찰리가 잠든 사이 정체불명의 뱀파이어가 왔다갔다는 사실을 알게된다. 그리고 시간이 지나갈수록 시애틀의 상황은 점점 악화되어가고, 마침내 컬렌가족들은 시애틀에 있는 신생 뱀파이어를 없애려고 하지만, 숫자에서는 밀린다는 사실을 알고 늑대인간들에게 도움을 청한다. 벨라는 전투지에서 에드워드와 같이 벗어나지만, 이미 빅토리아는 그들 턱끝까지 추격해온다.

### 브레이킹 던
에드워드의 청혼을 받아들인 벨라. 그녀가 그 대가로 내건 조건은, 에드워드가 자신을 직접 뱀파이어로 변신시켜 주는 것. 그렇게 서로가 한발씩 물러서고, 벨라 부모님의 허락까지 어렵사리 얻어낸 후 둘은 결혼에 골인한다. 한편 실종 상태였던 제이콥이 갑자기 그들 앞에 나타나면서 결혼식장은 잠시 살얼음판 같은 긴장에 휩싸인다.
하지만 벨라의 계획을 알고 크게 상심한 제이콥은 식장을 박차고 나가버리고, 벨라는 마음 아파한다. 그러면서도 행복한 현재에만 집중하며 제이콥의 일을 애써 잊으려 한다. 신혼여행지에 도착한 벨라와 에드워드는 꿈같은 시간을 보낸다. 둘의 사랑은 더 깊어가지만, 벨라는 갑자기 몸에 이상이 생겼다는 것을 깨닫게 되고, 자신이 에드워드의 아이를 임신했다는 사실을 알게 된다. 하지만 에드워드는 뱀파이어의 아이이기 때문에 벨라에게 해를 끼칠 가능성이 큰 그 아이를 없애려고 한다. 하지만 에드워드의 계획을 알게 된 벨라는 로잘리에게 도움을 청하고, 결국 그 '괴물' 아이를 없애지 못하는 에드워드는 제이콥에게 벨라를 설득해보라고 하지만, 그 역시 실패한다. 벨라는 필사적으로 자신이 임신한 아이를 지키려고 애쓴다. 결국 그녀의 바람대로 아이는 태어난다. 이 아이가 바로 르네즈미 컬렌이다. 아이도 낳고 자신이 원한 뱀파이어가 된 벨라는 하루 하루 행복하게 지내지만, 또다른 위험이 벨라에게 닥쳐온다.

## 인물
매우 수줍고 내성적이며 살짝 우울한 성격. 남앞에 나서는 것을 좋아하지 않으며, 자신이 눈에 띄는 것도 좋아하지 않는다. 또 인간이었을때는 운동에는 스스로 완전히 젬병이라고 말했다(본인이 말하길 움직임에 필요한 눈과 몸의 협동이 전혀 이루어지지 않아서 주변에 피해를 주거나, 망신살 뻗치거나 둘 중 하나였다고 함). 그리고 아름다운 외모를 가지고있었으나 자존감이 낮은 탓에 알아차리지 못했었다. 하지만 뱀파이어가 되어 깨어난 직후 거울을보고 자신의 외모가 자신치곤 너무 아름답다고함.(정말 환하게 웃을 때 한쪽에만 보인다고 한다)부모였던 르네와 찰리의 영향으로 인해 결혼에 대해서 부정적인 시각을 갖고 있다. 17년 동안 살면서 이성을 진심으로 사랑해 본적은 없으며(에드워드가 첫사랑) 상냥하지만 덜렁이에다 실수투성이인 어머니 르네에 대해선 매우 보호자적인 태도를 취한다. 항상 자신이 보호받는 것을 싫어하며, 오히려 자신은 다른 누군가를 챙겨주는 것을 좋아한다. 대외적인 감정도 많이 부족해 자신의 생일 때 앨리스가 큰 파티와 선물을 준비했을 때도 매우 부담스러워하며 거부감을 표시한 적이 있다. 자신을 항상 평범하고 별 볼일 없는 존재로 생각하고 있으며 그 때문인지, 자신이 영웅 취급을 당하는 것에 대해 매우 거북하게 생각한다.
거짓말이나 연기를 잘 못해 주변사람에게 타박을 받는 편이며, 엄마인 르네도 벨라에게 '넌 참 뻔한 아이'라고 들을 정도다. 거짓말을 매우 못하기 때문에 그녀와 친하거나 가까운 사람들은 대부분 그녀가 뭘 생각하는지 잘 알아챈다.(에드워드는 예외)

## 능력
실드(Sheild / 방패)라는 이름을 지닌 능력, 주로 방어에 한정되는 능력이다. 벨라가 지닌 실드는 정신적 공격을 차단하는 힘을 지니고 있으며 그 때문에 자신의 정신적 존재에 위협을 주는 다른 뱀파이어들이 갖고 있는 초자연적인 능력을 그녀는 막아낼 수 있고 특히 에드워드나 제인이나 알렉, 드미트리처럼 남의 정신적 존재에 직접적으로 해를 끼치거나 아니면 간섭하는 부류들은 완벽하게 차단할 수 있다. 하지만 앨리스나 재스퍼 같은 그저 미래를 보거나 감정만 컨트롤하는 무해한 능력들은 차단하지 못한다. 인간이었을 때도 강력한 제인의 능력을 완벽하게 차단(제인이 기를 쓰고 그녀에게 능력을 사용했지만 통하긴커녕 간지러움도 못 느낌)하는 엄청난 잠재력을 지녔었으며 뱀파이어가 된 이후로는 훨씬 더 강력해져 그 능력을 무제한 범위로 넓힐 수 있다. 단점이라면 오로지 정신적 공격에만 한정되어 있기 때문에 물리적 힘에는 완벽하게 무용지물이라는 점이 있다. 게다가 쉴드를 펼치고 있을 때는 다른 공격은 못 한다.벨라와 비슷한 실드 능력을 지닌 뱀파이어로는 볼투리 家의 레나타가 있다. 레나타는 아로의 전용 보디가드이며 강력한 물리적 공격 방어 실드를 지니고 있는데, 굉장히 강력해서 그녀가 실드를 펼칠 때 접근한 적들은 어느 순간 진행방향이 다른 곳으로 틀어져 버린다.

## 등장

### 본편
- 트와일라잇
- 뉴문
- 이클립스
- 브레이킹던

### 외전
- 브리태너
- 미드나이트 선